# Hōkyōintō

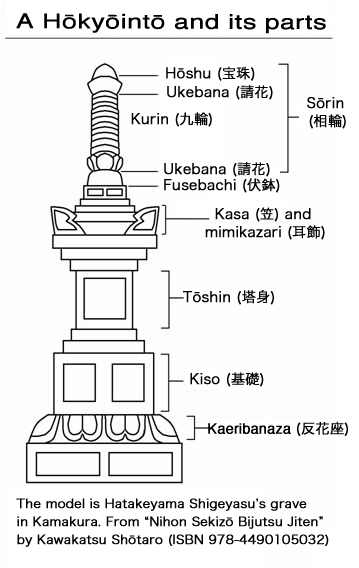
Un hōkyōintō e le sue parti

Un hōkyōintō (宝篋印塔?) è una pagoda giapponese, così chiamata perché inizialmente conteneva il Hōkyōin (宝篋印?) Dhāraṇī (陀羅尼?) sūtra. Una variante cinese dello stupa indiano, fu originariamente concepita come un cenotafio del re di Wuyue – Qian Liu.

## Struttura e funzione
Solitamente realizzato in pietra e occasionalmente in metallo o legno, il hōkyōintō cominciò a essere costruito nella sua forma attuale durante il periodo Kamakura. Come un gorintō, è diviso in cinque sezioni principali chiamate (dal basso verso l'alto) kaeribanaza (反花座?), o "sedile invertito del fiore", kiso (基礎?), o base, tōshin (塔身?), o corpo, kasa (笠?), o ombrello, e sōrin (相輪?), o pagoda finale. Il tōshin è la parte più importante dell'hōkyōintō ed è scolpito con una lettera sanscrita. Il sōrin ha la stessa forma della punta di una pagoda a cinque piani. La kasa può anche essere chiamato yane (屋根), o tetto. È decorato con quattro ali caratteristiche chiamate mimikazari (耳飾) o sumikazari (隅飾). Esistono diverse strutture e la proprietà hōkyōintō del Museo Civico Yatsushiro di Kyūshū, per esempio, è divisa in quattro parti, senza kaeribanaza.
I sūtra contengono tutte le opere pie di un Buddha Tathagata, e i fedeli credono che pregando di fronte a un hōkyōintō i loro peccati saranno cancellati, durante la loro vita saranno protetti dai disastri e dopo la morte andranno in paradiso.
La tradizione hōkyōintō in Giappone è antica e si ritiene che abbia avuto inizio durante il periodo Asuka (550-710). Erano fatti di legno e cominciarono a essere fatti in pietra solo durante il periodo Kamakura. È anche durante questo periodo che iniziarono a essere usati anche come pietre tombali e cenotafi.

## Galleria d'immagini

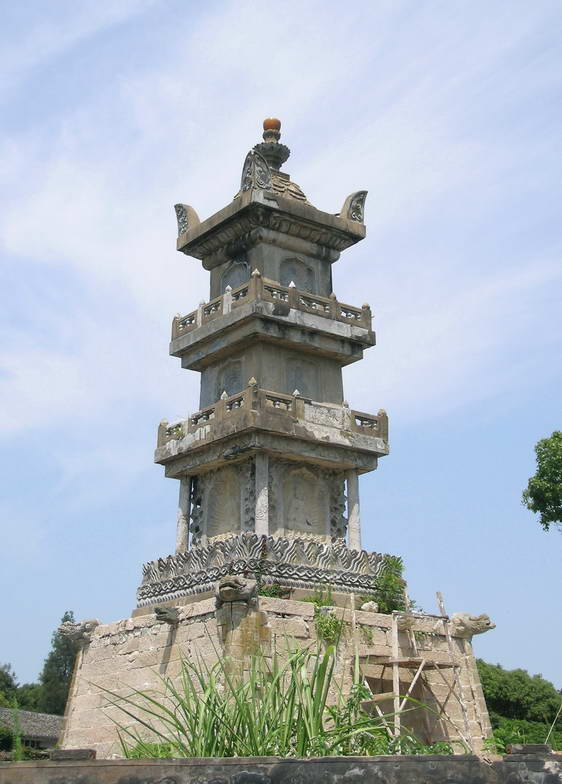
A Mount Putuo
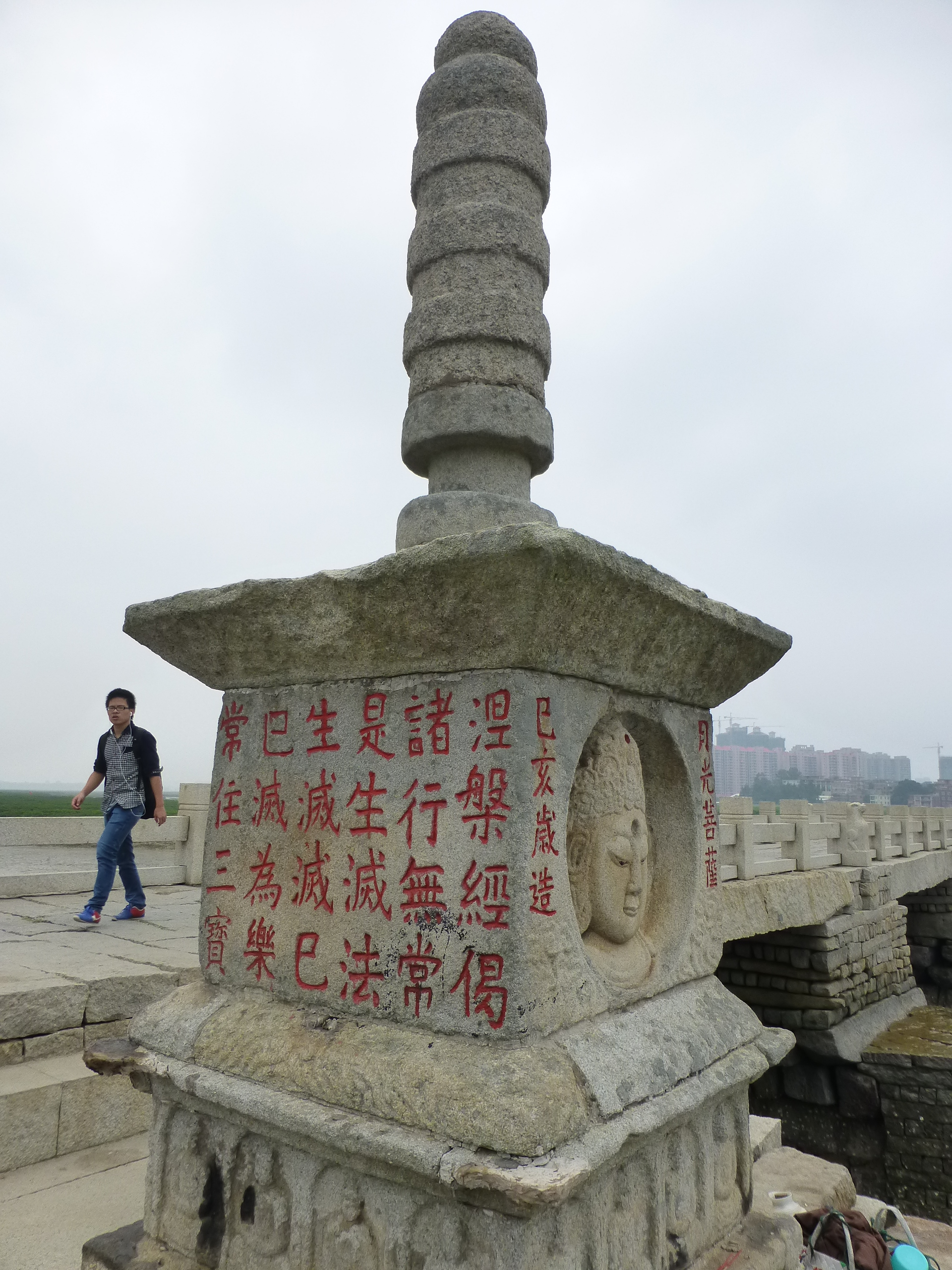
A Quanzhou
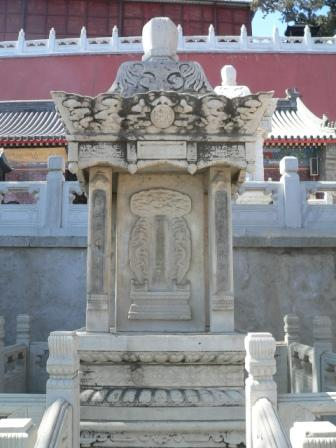
A Pechino
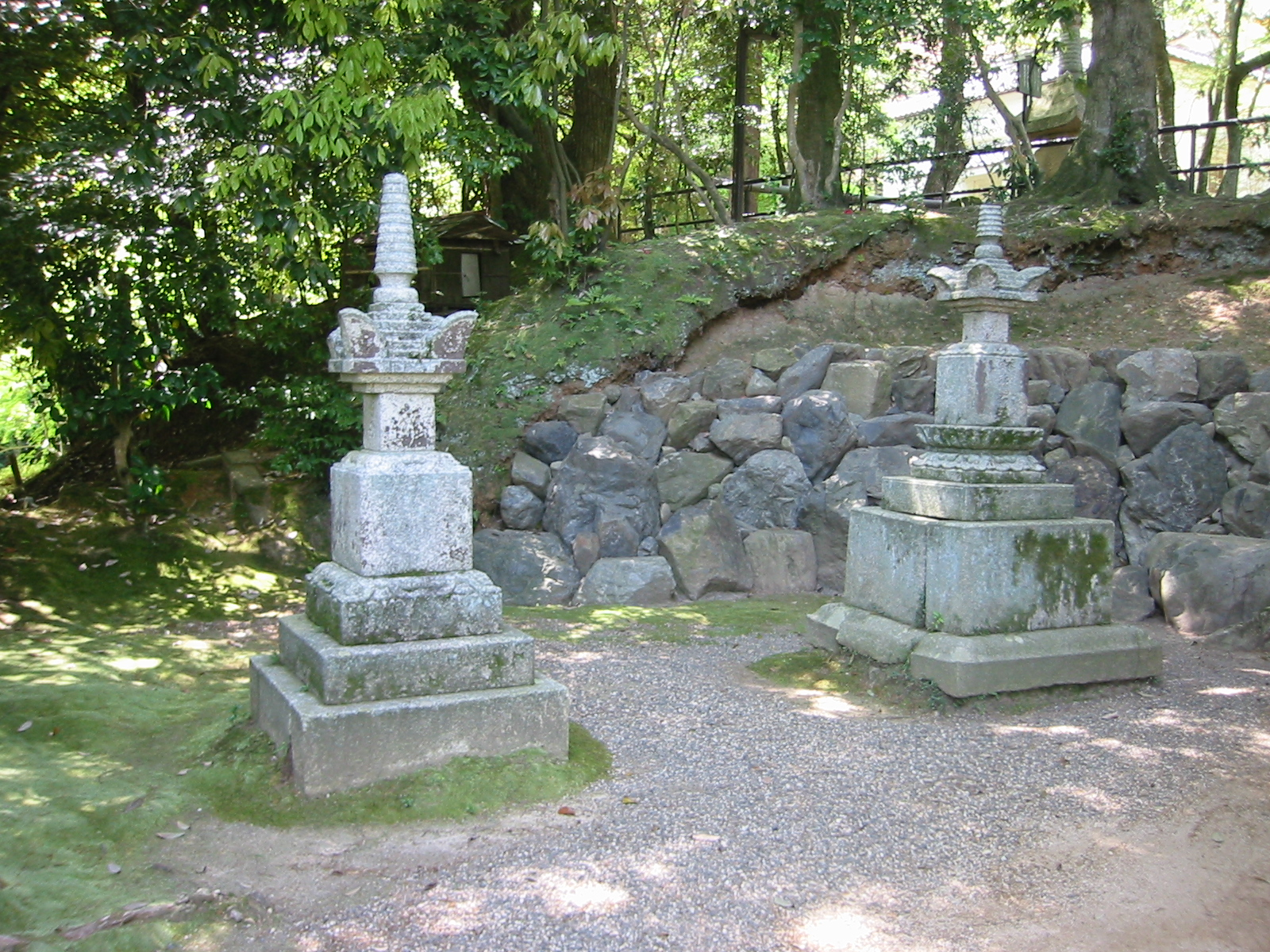
Hōkyōintō presso Ishiyama-dera (Otsu)
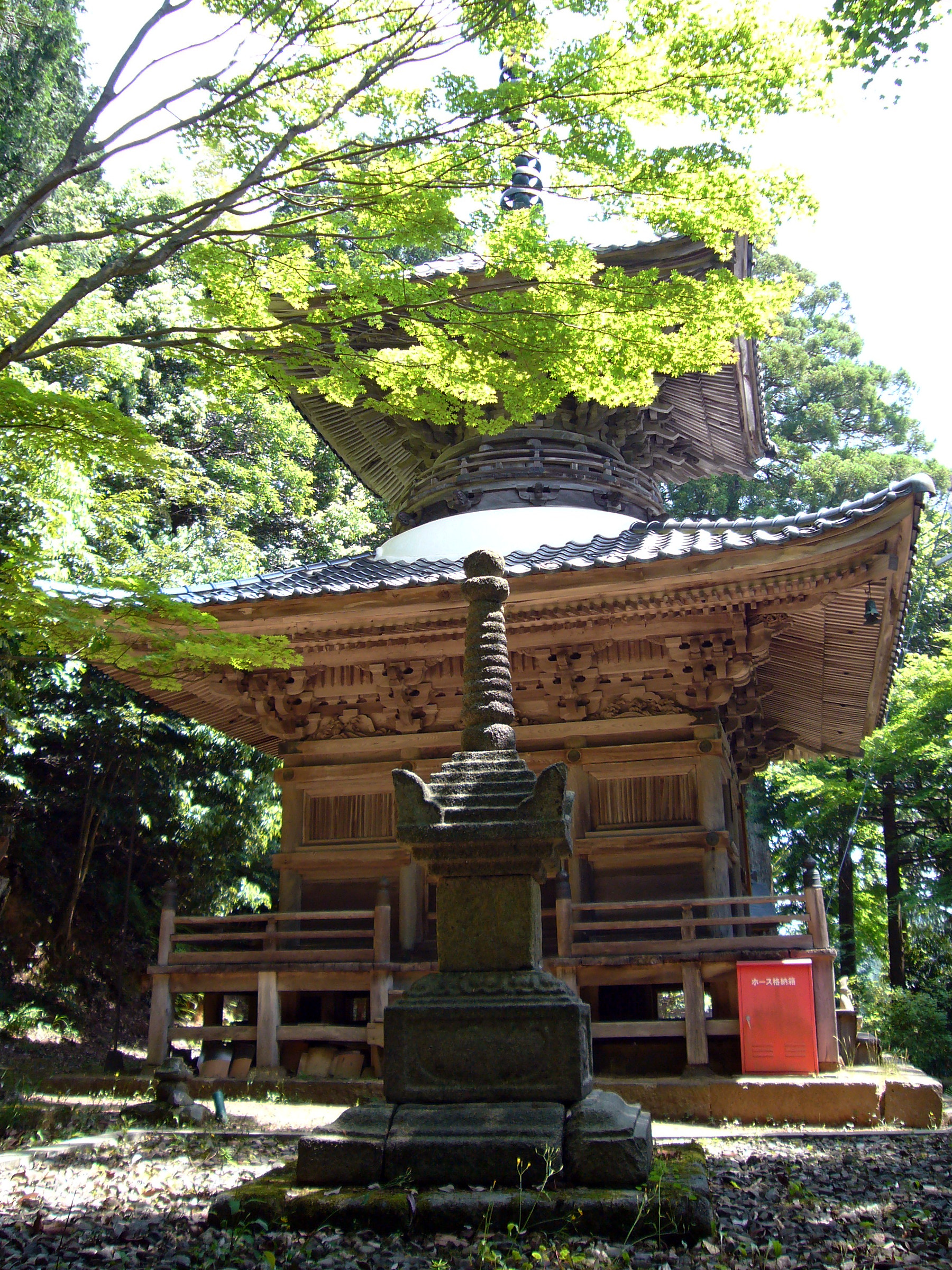
Hōkyōintō presso Onsen-ji (Toyooka)
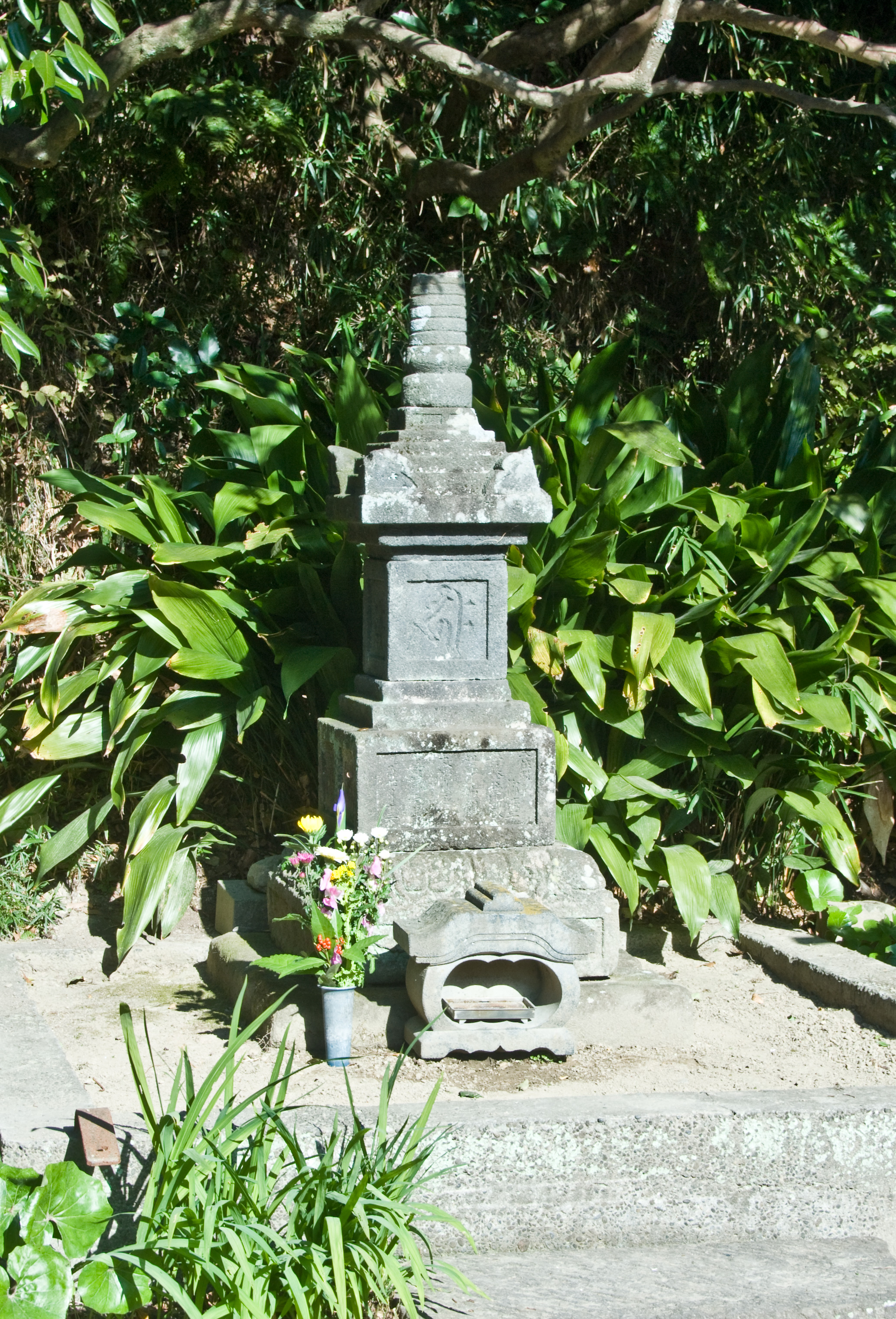
Hōjō Masako (Kamakura)
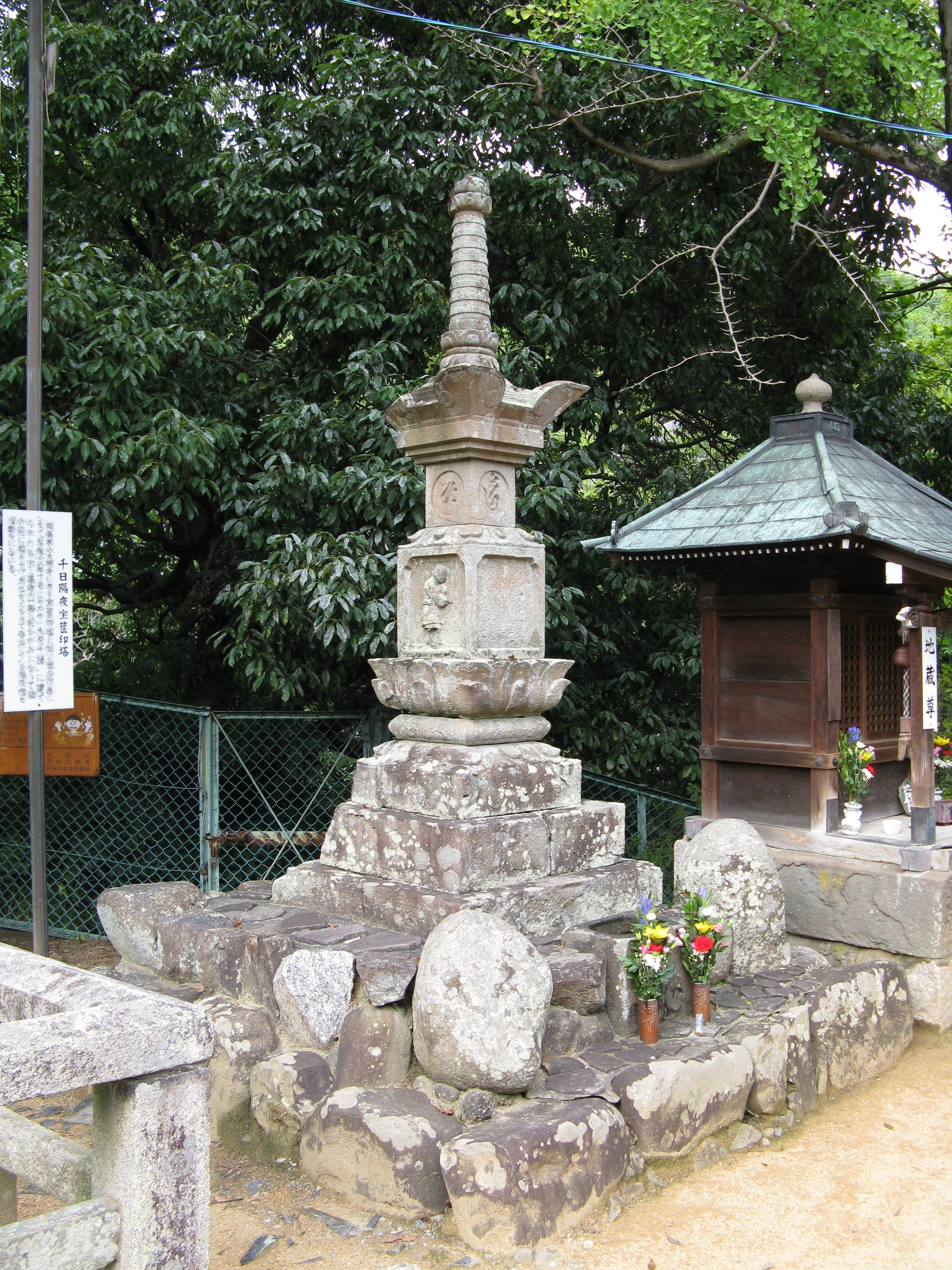
Hōkyōintō presso Mizuma-dera vicino a Osaka
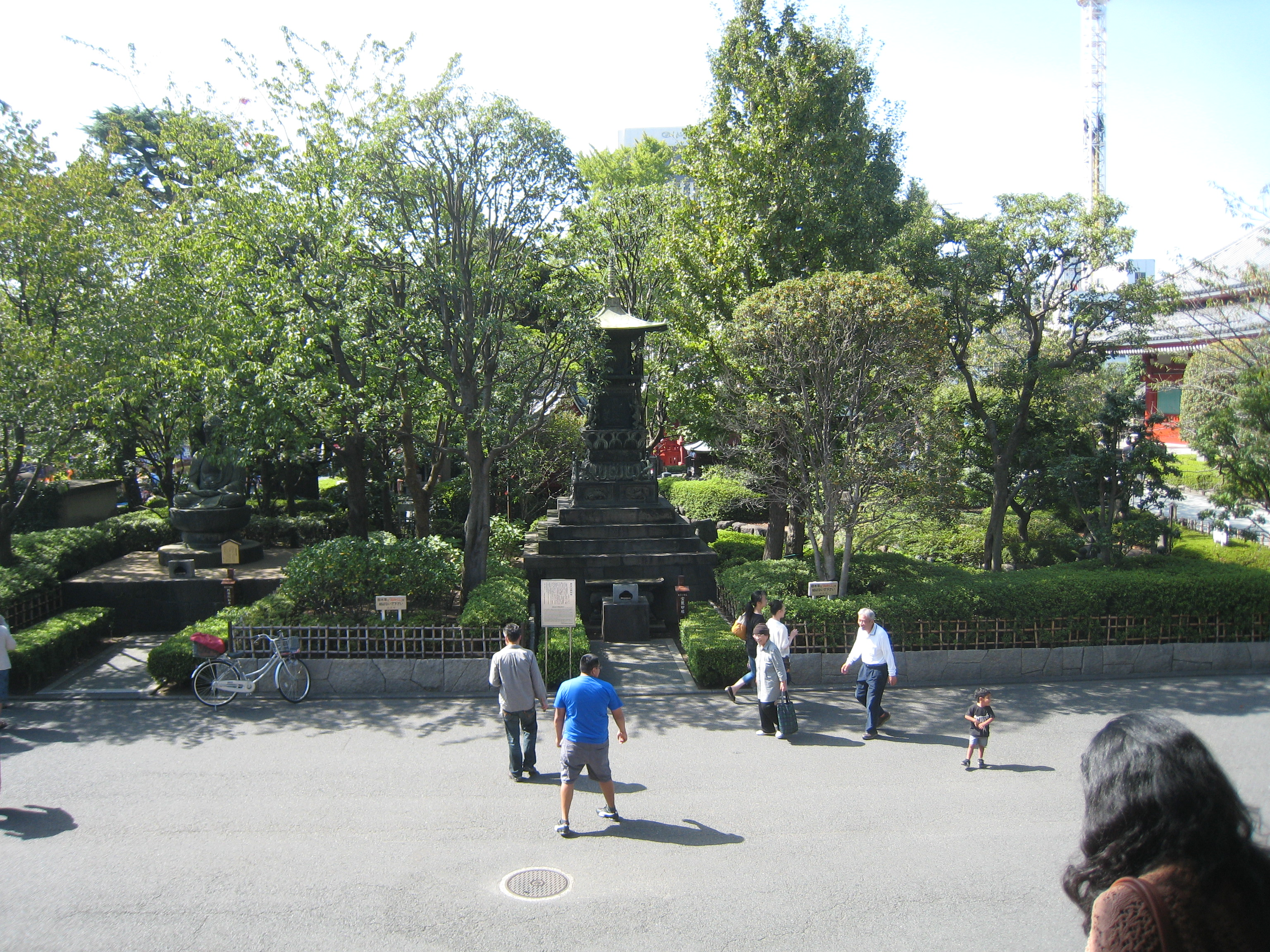
Hokyoin-to del Sensō-ji. Fornisce prove delle tecniche di fusione utilizzate nel XVIII secolo
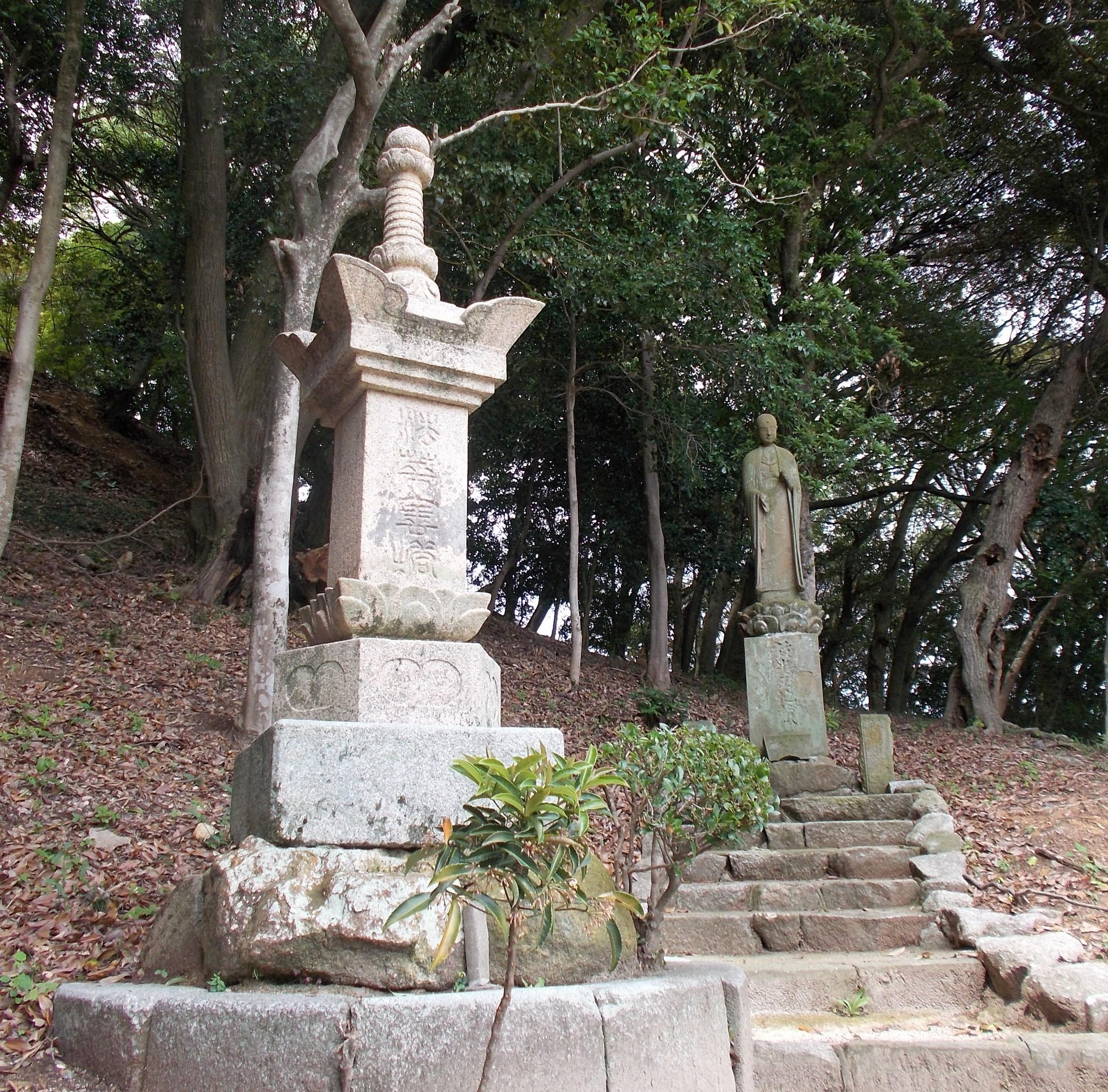
Hōkyōintō presso Kōshū-ji (Fukuoka)